# Yvonne van Gennip
Yvonne Maria van Gennip, est une patineuse de vitesse néerlandaise. Elle est née le 1er mai 1964 à Haarlem, aux Pays-Bas.
Elle a notamment remporté trois médailles d'or aux Jeux olympiques d'hiver de 1988 (1 500 m, 3 000 m et 5 000 m).